# Coast to Coast (2003)
Coast to Coast é um telefilme norte-americano dirigido por Paul Mazursky e lançado em 2003.